# Česká heraldika

Státní znak České republiky

Česká heraldika je obecný pojem zahrnující heraldický vývoj na území českého státu a posléze Zemí koruny české přibližně od 12. století až do roku 1918, potažmo až do let po druhé světové válce, kdy dekrety prezidenta Beneše definitivně zrušily šlechtické výsady, které již de facto rušila Ústava a zákony Československé první republiky. Mimo šlechtickou heraldiku existovala také bohatá heraldika městská a zemská, která byla sice méně známá a propracovaná, ale význam si udržela dodnes, neboť většina měst v Česku vychází z historických tradic při vytváření svých současných znaků, a také státní heraldika je inspirována především středověkými motivy. 

## Historický vývoj
K pochopení problematiky české heraldiky a jejího vývoje je nutné se orientovat v historických souvislostech dějin českých zemí. Po vzniku českého státu v 9. století ještě heraldika na území českých zemí neexistovala, ačkoliv se někteří historikové domnívají, že nejstarším znakem našich zemí v těch dobách byl hořící černý buben či koule na stříbrném poli.[zdroj?] Tento znak však není nikde historicky doložen. 
První skutečně heraldické dějiny naší země jsou spjaty s knížecí a posléze královskou vládnoucí rodinou Přemyslovců. V 9. a 10. století bylo české teritorium pod nadvládou několika kmenových rodin, z nichž nejslavnějšími byli právě Přemyslovci, Slavníkovci a Vršovci; Kosmas uvádí také staré rody Těpticů a Municů. Tyto rody pravděpodobně náležely k nejstarší české aristokracii a vedly s Přemyslovci boj o úplnou nadvládu nad českým teritoriem. Koncem 10. století byla většina těchto rodů podrobena Přemyslovci a tím bylo také celé české území sjednoceno pod vládou jednoho rodu. Zanikla tím ale vrstva nejstarší české aristokracie, jejíž erby ještě nejsou doloženy, ačkoliv například u Vršovců se předpokládá, že jejich tzv. mluvícím znamením byla zvláštně tvarovaná síť k lovu ryb, která se ve staročeštině označovala jako vrš – množné číslo vrše.
Aby bylo možné sjednocené a ovládnuté území kontrolovat, bylo nutné, aby si přemyslovská knížata vytvořila systém správních a opěrných bodů, jejichž řízením a správou byl pověřen člen panovníkova dvora, který se obvykle nazýval latinským slovem optimates, seniores, milites primi ordinis…, které se do češtiny překládá jako předák. Tito správci rozlehlých ploch země a správních bodů upevňovali své pozice během celého 11. století a postupně se z nich během 11. a 12. století vyvinula nejbohatší a nejvlivnější česká šlechta. Během tohoto procesu získali členové těchto rodin natolik silné postavení, že panovník s nimi musel diskutovat veškerá svá připravovaná nařízení a navíc tito předáci získávali svěřenou půdu do trvalého držení jako královské léno, za které byli panovníkovi poplatni svou poslušností.

## Vznik středověké šlechty
V průběhu 12. a 13. století vznikla česká šlechta moderního pojetí a to především z několika významných rodů jako byli Vítkovci – znak pětilisté růže, Markvartici – znak jednoocasého lva, Hrabišici – znakem byly hrábě, Buzici – znak kančí hlavy, Šternberkové – znak osmicípé hvězdy, Ronovci – znakem byly ostrve – německy die Ronne (jméno tohoto rodu ukazuje, že česká heraldika byla od svého vzniku silně ovlivněna heraldikou německou a to jak erby – německý název pro dědictví či odkaz die Erbe, tak i jmény rodů). Z rozrodu těchto mocných klanů se postupně vykrystalizovala nejvýznamnější česká šlechta středověku.

## Vrchol středověké šlechty u nás
V období posledních Přemyslovců již existovala rozvinutá heraldická kultura, která souvisela s úplným rozvojem české šlechty i v porovnání se zeměmi západní Evropy, kde na nejvyšším stupni heraldického vývoje byla šlechta ve Francii, Německu a Anglii. Po vymření Přemyslovců po meči roku 1306 se projevila moc šlechty tím, že rozhodovala o budoucím vládci českých zemí a navíc v době zmatků a chaosu po smrti Václava III. až do doby nastolení vlády Jana Lucemburského a potažmo až do vrácení většiny majetku, který si šlechta přisvojila, do rukou krále za vlády Karla IV., si přisvojila obrovský majetek nejen z vlastnictví krále, ale i církve a jiných zdrojů.
V době vlády Karla IV. začal proces, kdy se k vládě dostávali i lidé, kteří nebyli úplně nejvyššího původu (jako třeba páni z Pardubic, páni z Dražic), kteří své úřady zastávali díky schopnostem a ne díky původu. Jejich erby jsou společně s erby starých panských rodů vyobrazeny v erbovním síni hradu Lauf poblíž Norimberka. Doba Karla IV. byla vrcholem české heraldiky ve středověku. Po ní následovala vláda jeho syna krále Václava IV., kdy se do vlády dostávali už i lidé naprosto nízkého původu, které král povyšoval do panského stavu, s čímž stará rodová šlechta nesouhlasila. Znaky těchto rodů byly vázány na osobu držitele z vůle panovníka a po smrti Václava IV. byla většina těchto jeho přátel buďto znaku zbavena, nebo ztratili na vážnosti a významu mezi skutečnou šlechtou. Pro pochopení situace v heraldice i toho, kdo měl v Čechách tehdy největší moc, je ideální znaková síň hradu Lauf u Norimberka, který, jak bylo zmíněno výše, znázorňuje erby nejstarších českých rodů a také těch, které se vzmohly právě za vlády císaře a krále Karla IV.

## Známí čeští heraldici
Mezi nejslavnější znalce heraldiky v českých zemích patřili takřka vždy lidé spojení a obeznámení s historií, ať už historici, učitelé dějepisu, kronikáři, genealogové nebo i nadšení laici. K nejznámějším českým heraldikům patří August Sedláček, Bartoloměj Paprocký z Hlohol a Paprocké Vůle, Václav Březan, Jan Dobřenský, Břetislav Štorm,Jiří Louda, Pavel R. Pokorný či Milan Buben. 